# Koronnik czarny
Koronnik czarny (Balearica pavonina) – gatunek dużego ptaka z rodziny żurawi (Gruidae). Zamieszkuje strefę Sahelu i jej okolice. Narażony na wyginięcie.

## Systematyka
W przeszłości takson ten bywał łączony w jeden gatunek z koronnikiem szarym (B. regulorum), ale różnice ujawnione przez elektroforezę, wraz z różnicami w wokalizacji, nagich częściach ciała i upierzeniu, a także dowody genetyczne przemawiają za tym, by traktować je jako odrębne gatunki. Wyróżnia się dwa podgatunki B. pavonina:
- B. pavonina pavonina (Linnaeus, 1758)
- B. pavonina ceciliae Mitchell, 1904

## Charakterystyka
Wygląd zewnętrznyUpierzenie ciemnołupkowoszare; skrzydła są trójbarwne biało-, czarno- i rdzawoczerwone. Na głowie słomianożółta, zbudowana z cienkich piór „korona”, znajdująca się w tylnej części głowy. Nieopierzone policzki są białe (w razie zaniepokojenia przybierają czerwony kolor). Na przedniej części szyi zwisa mały czerwony płat skórny. Długie nogi koloru szarego.
Rozmiarydługość ciała: 100–105 cm, rozpiętość skrzydeł: 180–200 cm
Masa ciała3,5–4 kg
ZachowanieŻyją pojedynczo, w parach lub w małych grupach. Wykorzystują drzewa do obserwacji okolicy. Ptaki wydają krótkie odgłosy, które brzmią jak: konk lub ka-wonk. Często przebywają w grupach z innymi ptakami. Tańczą nie tylko podczas godów, ale także aby rozładować agresję czy wzmocnić więzi między partnerami.

## Zasięg występowania
W dwóch podgatunkach zamieszkuje obszar od Senegambii do Czadu (B. p. pavonina) oraz obszar od Czadu do Sudanu, Etiopii i Erytrei; południowa granica występowania sięga do Sudanu Południowego i północnej Kenii (B. p. ceciliae).

## Środowisko
Podczas gniazdowania koronniki czarne można napotkać na otwartych obszarach, zarówno wilgotnych, jak i suchych; preferuje jednak słodkowodne bagna, podmokłe tereny trawiaste oraz obrzeża zbiorników wodnych. W Sudanie najchętniej zasiedla obszary z wodą sięgającą do 1 m nad poziom gruntu z roślinnością, na którą składają się m.in. rośliny z rodzajów: cibora, ponikło, sitowie, włośnica i Cynodon. Preferuje żerowanie na otwartych obszarach z krótkimi trawami, może gniazdować na wyżynach (szczególnie w zachodniej Afryce). Poza sezonem lęgowym w dużych skupiskach przenosi się na mokradła, często żeruje w pobliżu stad bydła lub wysypisk śmieci.

## Pożywienie
Odżywia się nasionami, owadami (w tym prostoskrzydłymi), dwuparcami, również niewielkimi roślinami. Czasami poluje również na płazy bezogonowe, gady, ryby, mięczaki i skorupiaki. Zjada również ziarna z upraw, może poczynić szkody. Zdaje się zjadać dowolne znalezione pożywienie.

## Lęgi
Okres lęgowy trwa od maja do grudnia w zachodniej Afryce, zaś we wschodniej części kontynentu – od czerwca do stycznia. Pojedyncza para zajmuje 0,5–1 km². Gniazdo to nieregularny kopiec z materii roślinnej. Zniesienie liczy od 2 do 5 jaj. Inkubacja trwa 28–31 dni. Młode niedługo po wykluciu dołączają do żerowania z rodzicami. Są w pełni opierzone po 60–100 dniach życia.

## Status i zagrożenia
IUCN uznaje koronnika czarnego za gatunek narażony na wyginięcie (VU, Vulnerable) od 2010 roku (stan w 2024); wcześniej, w latach 2000–2008 uchodził za gatunek bliski zagrożenia (NT, Near Threatened), a jeszcze wcześniej – od 1988 roku – klasyfikowano go jako gatunek niższego ryzyka/najmniejszej troski (LR/LC). W 2004 wschodnia populacja liczyła około 28–55 tys. osobników, natomiast zachodnia około 15 tys. osobników. Zagrożeniem dla gatunku jest głównie utrata środowiska wskutek osuszania mokradeł, nadmiernego wypasu bydła, przekształcania środowiska w krajobraz rolniczy, zanieczyszczenia pochodzenia rolniczego i industrialnego oraz budowa tam. Obecne jest również zjawisko kłusownictwa i łapania żywych ptaków do niewoli. Części koronników czarnych, zwłaszcza głowa i skrzydła, znajdują zastosowanie w praktykach medycyny ludowej niektórych ludów.